# Sondershausen (Adelsgeschlecht)
Das Rittergeschlecht von Sondershausen ist eine im 13. Jahrhundert abgespaltene Seitenlinie der landgräflichen Marschalle von Eckartsberga.

## Geschichte
Sondershausen entstand um 775 n. Chr., als nach dem fränkischen Recht auch in Thüringen das „Einzehntel“ aller urbargemachten Fluren als Reichsgut „abgesondert“ und auf diesen ein Netz der Königshöfe (wie Nordhausen, Sangerhausen, Müllhausen usw.) ausgebaut wurde. 
An dem beachtlichen Reichsvermögen in Thüringen wollten auch die kirchlichen Einrichtungen teilnehmen. Der Königshof Sondershausen wurde vor 989 wie andere bisher noch nicht verschenkten Reichshöfe in Thüringen (Erfurt, Heiligenstadt, Rottleberode) von König Otto I. an das Erzstift Mainz übertragen. Die Urkunde aus dem Jahr 989, die erstmals die erzbischöflichen Ländereien in Thüringen dokumentiert, listet mit „Sundirshusen“ auch dessen Besitzteil Gichenburg (Kloster Jechaburg, früher heidnisches Heiligtum der Nordseegermanen) auf. In dieser Urkunde wurden auch die Mainzer Ministerialen in Sondershausen in dem 12. Jahrhundert genannt.

## Erstes Sondershäuser Herrengeschlecht
In dieser und in einer von Mainz 1103 ausgestellten Urkunde erscheinen als Zeugen die beiden Mainzer Ministerialen in Sondershausen und des Stiftes Jechaburg „Widego et Rumarus fratres de Sundershusen“. Von diesen Brüdern stammten mehrere Rittergeschlechter Thüringens ab, welche in ihren Wappen drei Halbmonde führten, und zwar die von Hanstein, von Bodenhausen, von Rottleberode, von Arnsberg, von Stockhausen und von Nohra. Mit dem Tode des kinderlosen Dietmar starb das erste Sondershäuser Herrengeschlecht kurz vor 1200 aus. Sie haben ihr Territorium gut verwaltet und durch geschickte Besitzerweiterung aus dem eher bescheidenen „Königshof-Sonder“ die große Herrschaft Sondershausen entwickelt.

## Zweites Sondershäuser Herrengeschlecht

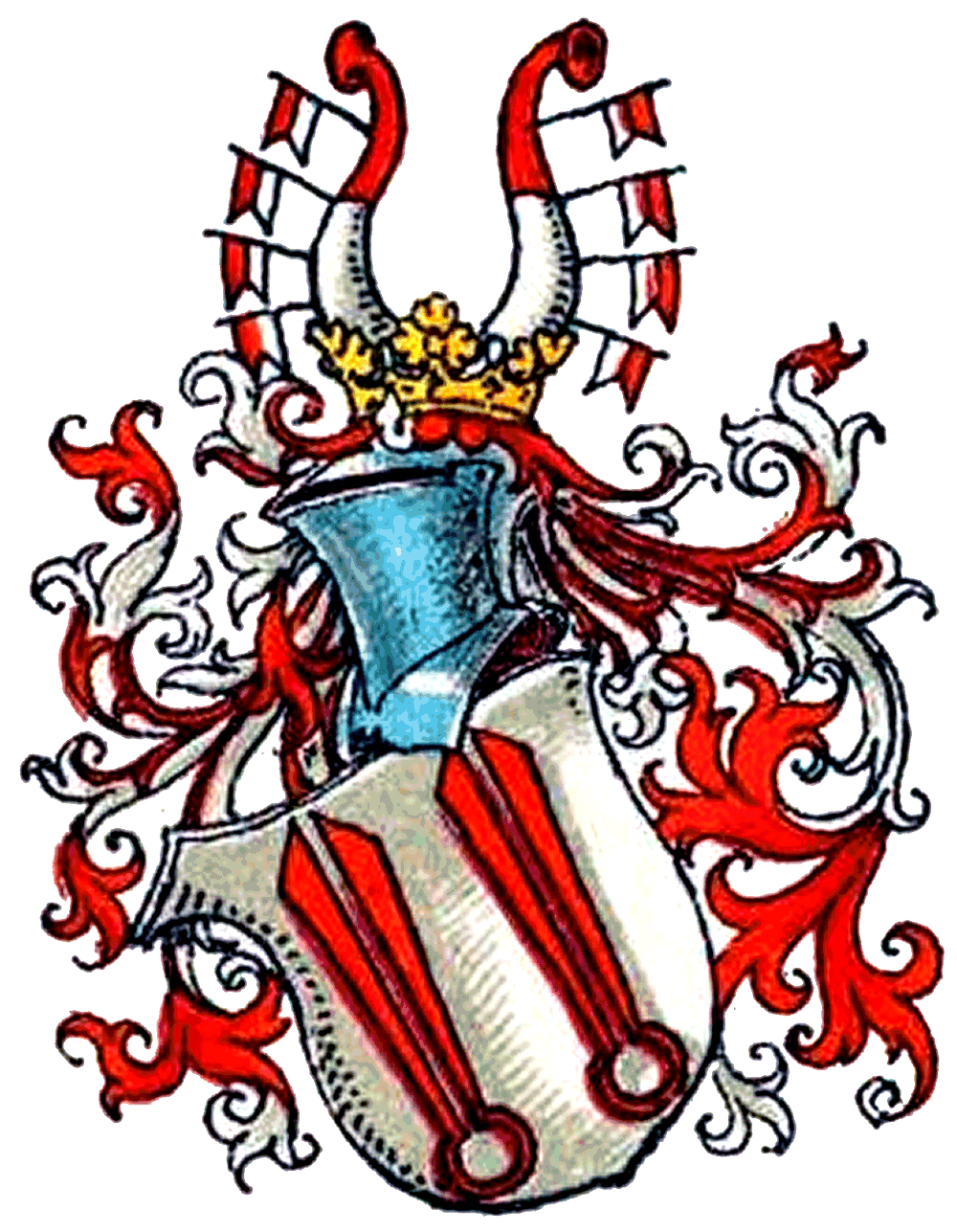
Wappen derer von Sondershausen

Nach dem Aussterben des ersten Herrengeschlechtes als Verwaltungsorgan über die große „Herrschaft Sondershausen“ hat der Erzbischof von Mainz, Siegfried II. das ganze Territorium dem Landgrafen Hermann von Thüringen als Mainzer Lehen gegeben. Dieser hat es seinem engsten Vertrauten Marschall Heinrich II., der bereits um 1190 die Ebersburg erhielt und an dem Eckartsbergaer Besitzkomplex als väterliches oder großväterliches Erbgut mitbelehnt war, weiterverliehen. 
Nach der 1226 erfolgten Erbteilung des Marschallschen Gesamtbesitzes erhielt des Heinrich II. jüngerer Sohn Kunemund I. die Herrschaft Sondershausen und wurde der Stammvater der Ritter von Sondershausen, des zweiten Sondershäuser Herrengeschlechtes. 
Mit der Herrschaft Sondershausen waren auch die hohe Gerichtsbarkeit, die hohe Jagd und das Münzrecht verbunden. Mit dem Bau der eigenen Herrenburg und mit der Einrichtung einer bei den Grafen üblichen Hofhaltung begann schon Kunemund I. In einigen für das Kloster Walkenried ausgestellten Urkunden erscheinen als Zeugen ritterliche Personen, die seine Burgmannen, Vasallen und Afterlehenempfänger waren. Den vom Landgrafen erhaltenen ohnehin großen Landbesitz vergrößerte er mit den aus eigenem Kapital erworbenen Gütern, Alloden und honsteinischen Belehnungen. Auch er schenkte Güter an die Kirche, unter anderem für das Seelenheil seiner ersten Ehefrau Jutta von Werthern.    
Der wirtschaftliche Höhenflug des Geschlechtes dauerte nicht einmal 100 Jahre. Im Herbst 1294 brach König Adolf von Nassau in Thüringen ein und verwüstete bei seinem Feldzug die nördlichen Teile Thüringens von Nordhausen bis Mühlhausen. Die Güter der Herren von Sondershausen wurden der Erde gleichgemacht, so dass sie ihren Verpflichtungen nicht nachkommen konnten und so gezwungen waren, den gesamten Besitz mit Ausnahme von einigen Alloden am 18. März 1295 an den Grafen von Honstein zu verkaufen. 
Die noch über 14 Generationen weitergeführte Familie hat sich nach dem Schicksalsschlag im Jahre 1294 nicht mehr erholt. Die nicht in den Sachsenburger Ritterdienst eingetretenen Nachkommen des Geschlechtes, die „Friedrich-Linie“, versuchten auf den nicht verkauften Alloden Ober- und Niederspier zu wirtschaften; sie starben im 16. Jahrhundert aus. Auch die „sachsenburgische Ritter-Linie“ wurde vom Burgmanndienst befreit, als Landgraf Friedrich III. 1407 die Sachsenburg übernahm. Offenbar fiel ihm die überdurchschnittliche Intelligenz und das edle Auftreten des dort stationierten Ritters Kunemund VII. auf und er ernannte ihn zu seinem Ministerialen. Und als der Landgraf im Jahre 1372 durch Kauf in den Besitz von Stadt und Schloss Sangerhausen gekommen war, setzte er Kunemund auf das Schloss Sangerhausen. Dieser erhielt neben den beichlingischen Lehen die alten Sondershäuser Besitzungen als Lehen für die ganze Familie in gesamter Hand. In dieser Zeit blühte zumindest dieser Ast wieder auf. 
Ritter Heinrich III., Sohn des Kunemund VII., wurde 1411 vom Landgrafen „um seines getreuen Ministerialendienste willen zu einem Anfalle beliehen …“ und auch von den Grafen v. Honstein erhielt er zusätzliche Lehngüter in Kelbra. Nach einer Urkunde von 1417 besaßen Ritter Michel und Ritter Hermann VI., Söhne des Heinrich III. noch 18 Lehnhöfe in der Sondershäuser Herrschaft sowie die beichlingischen und die honsteinischen Lehngüter. 
Ritter Melchior I., Enkelsohn von Michel, erbte die Stellung eines landgräflichen Ministerialen nicht mehr und am Ende des 15. Jahrhunderts waren die ersten Anzeichen des Zerfallens dieses zweiten Sondershäuser Besitzes der Familie zu bemerken. Nach Verlust der meisten ehemals honsteinischen, jetzt schwarzburgischen Lehngüter 1496 teilten die Ritter v. Sondershausen das Burglehn Brücken mit den Marschallen v. Brücken und 1563 kaufte Bastian I. das mansfeldische Gut Emsloh. Dort wurde die vielversprechende Erzgewinnung nach der ersten Lieferung nach Suhl vom Lehnsherrn Graf Albrecht von Mansfeld verboten und Bastian verlor sein ganzes Vermögen und das aufgenommene Darlehen.
Trotz dieser nochmaligen Verarmung blieben die Herren von Sondershausen nach wie vor ein hochbeachtetes Geschlecht. Melchior I. hatte die höchste Stellung bei der Ritterschaft zu Sangerhausen und war ab 1507 Schriftsässiger. Dank dieser Hochachtung der altehrwürdigen Familie konnte der mittellose Dr. jur. Bastian II., der Ultimus von Sondershausen, die reiche edelfreie Catharina v. Zerbst a. d. H. Gammer um 1600 heiraten.      
Der Personenkreis der provisorischen Stammtafel sollte durch weitere Urkundenforschung erweitert werden. Denn es gibt z. B. in dem Nordhäuser Urkundenbuch Namen von Familienangehörigen derer von Sondershausen, die infolge Fehlens ihrer weiteren Daten nicht eingereiht werden können.

## Drittes Sondershäuser Herrengeschlecht

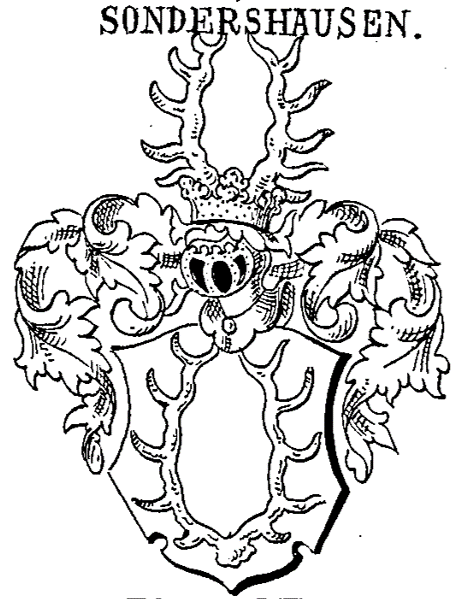
Wappen derer von Sondershausen bei Johann Siebmacher

Ein drittes Geschlecht mit dem Namen Sondershausen geht zurück auf eine spätere Burgmannschaft in Sondershausen. Das Geschlecht führte im Schild ein Hirschgeweih, ebenso als Helmzier. Sie scheinen den Namen aus jener Zeit zu führen, in der die Grafen von Hohnstein Sondershausen besessen haben. Der Letzte seiner Familie war wohl der kurbrandenburgische Kapitainleutnant beim Burgsdorfschen Regiment, Bastian Werner von Sondershausen, der 1663 das Rittergut Stresow in der Zauche besaß.

## Persönlichkeiten
- Hermann IV., Vogt auf der Sachsenburg (urk. 1310–1361).
- Kunemund VII., landgfl. Ministeriale (urk. 1369, 1391).
- Melchior II., Rat (1554) und Hofmeister (urk. 1556) in Wolfenbüttel.
- Bastian II., Dr. jur., promovierte um 1605 an der Universität Halle.

Geistliche
- Kunemund II., Dechant und Kanoniker im Stift Naumburg (urk. 1261–1302).
- Friedrich III., Kanoniker im Stift Naumburg (urk. 1268, 1311).
- Kunemund V., Kanoniker im Stift Naumburg (urk. 1288, 1310).
- Dietrich I., Pfarrer in Thalheim (urk. 1310).

## Wappen
Es sind nur die Doppelscherensiegel (ohne Helmzier) mehrerer Familienmitglieder bekannt. 
Das Wappen mit dem Hirschgeweih gehört zu dem „dritten Sondershäuser Herrengeschlecht“ (siehe oben).

## Stammtafel
Die Stammtafel wurde erstellt nach Angaben von Otto Posse, Fritz Fischer, Friedrich Schmiedt (siehe Literatur) und nach zusätzlichen Daten der Urkundenbücher.